# Teodorów (powiat zwoleński)
Teodorów – wieś w Polsce położona w województwie mazowieckim, w powiecie zwoleńskim, w gminie Policzna. 
Wieś wchodzi w skład sołectwa Teodorów – Helenów.
W latach 1975–1998 miejscowość należała administracyjnie do województwa radomskiego.
Wierni Kościoła rzymskokatolickiego należą do parafii Niepokalanego Poczęcia NMP w Wygodzie.